# A México
Albums de Julio Iglesias
Ein Weihnachtsabend mit Julio Iglesias
(1974) El amor
(1975)
Singles
1. Cucurrucucú paloma
Sortie : 1975

A México est le nom du douzième album de Julio Iglesias. Il est sorti en 1975 sous les labels CBS et Alhambra.
| No  | Titre                 | Auteur | Chant principal | Durée |
| --- | --------------------- | ------ | --------------- | ----- |
| 1.  | Cucurrucucú paloma    |        |                 | 3:28  |
| 2.  | No me amenaces        |        |                 | 3:12  |
| 3.  | Ella                  |        |                 | 3:24  |
| 4.  | Cuando vivas conmigo  |        |                 | 2:37  |
| 5.  | Noche de ronda        |        |                 | 3:58  |
| 6.  | Solamente una vez     |        |                 | 3:37  |
| 7.  | Amanecí en tus brazos |        |                 | 3:19  |
| 8.  | Corazón, corazón      |        |                 | 3:44  |
| 9.  | Un mundo raro         |        |                 | 3:14  |
| 10. | María Bonita          |        |                 | 3:00  |